# 馬特魯省
馬特魯省（阿拉伯语：محافظة مطروح），是埃及的一個省，位于該國西北部，北面地中海，西臨利比亞。首府为馬特魯港。面积212,112平方公里，人口441,000人（2018年1月统计）。
該省有許多有關第二次世界大战的重要地點，如阿莱曼的轴心国和同盟國士兵墳墓。

## 外部連結
- 官方網頁